# Cahirciveen
Cahirciveen is een plaats in het Ierse graafschap Kerry. De plaats telt 1272 inwoners.
Cahirciveen ligt langs de Ring of Kerry.

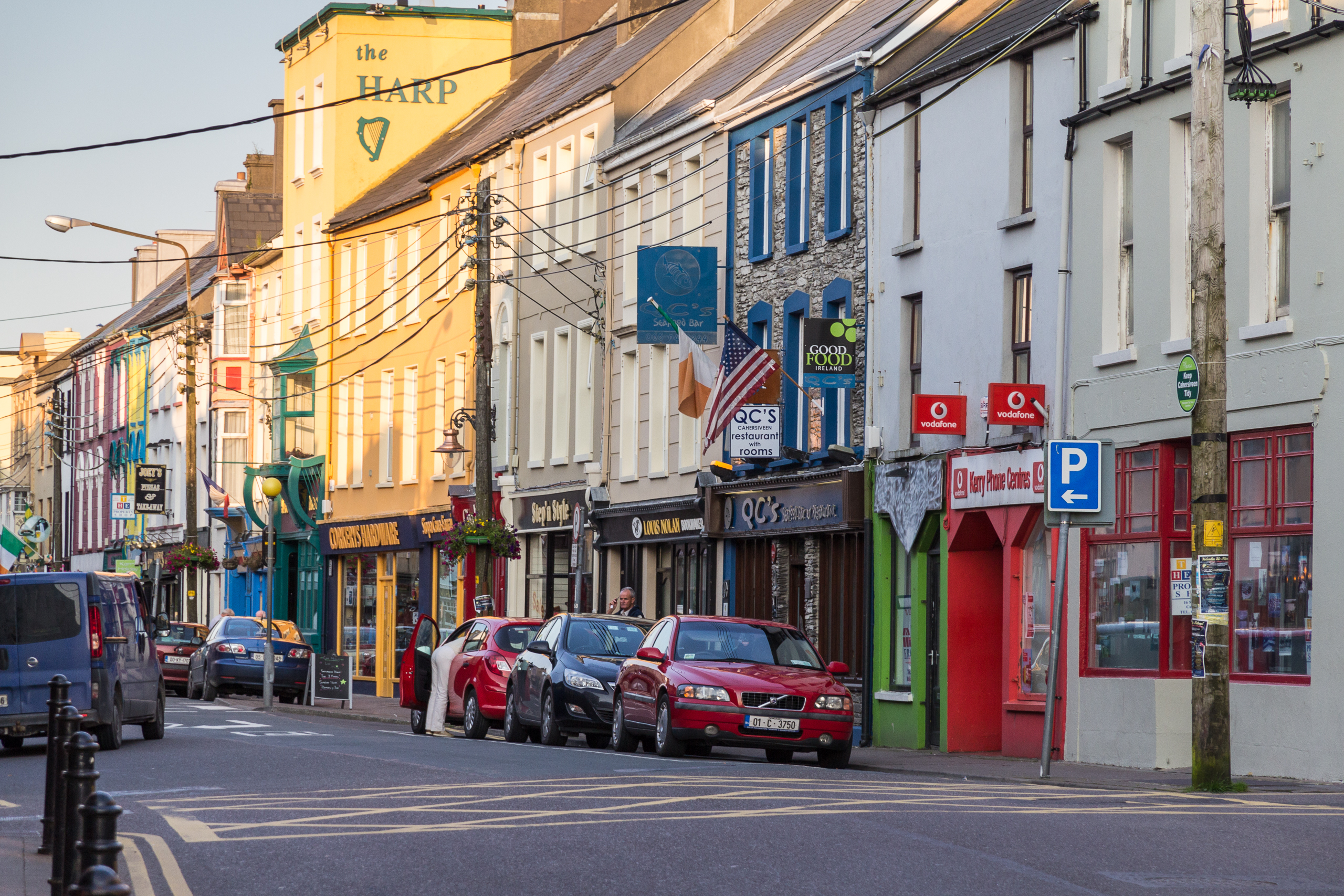
Caherciveen, Main Street